# Холм (Њамц)
Холм (рум. Holm) насеље је у Румунији у округу Њамц у општини Панчешти. Oпштина се налази на надморској висини од 209 m.

## Становништво
Према подацима из 2002. године у насељу је живело 212 становника, од којих су сви румунске националности.